# ŽNK SFK 2000 Sarajevo
Maillots
Le ŽNK SFK 2000 Sarajevo  est un club bosnien de football féminin basé à Sarajevo.

## Histoire
Fondé en juin 2000 en tant que section féminine du Alija Miladin, le club est ensuite une section du SFK 2000 Sarajevo, dont l'équipe masculine disparaît, transformant donc le SFK 2000 en un club de football féminin.

Le club s'impose comme le club bosnien de football féminin du début du XXIe siècle avec vingt-deux titres consécutifs de champions de Bosnie-Herzégovine et douze coupes nationales. 

Le ŽNK SFK 2000 Sarajevo participe à vingt-deux éditions consécutives de la Ligue des champions féminine de l'UEFA (en 2025).  Sa meilleure performance européenne est un seizième de finale en Ligue des champions 2009-2010, en Ligue des champions 2012-2013, en en Ligue des champions 2016-2017 et en Ligue des champions 2018-2019.
Le club obtient ensuite un partenariat avec le FK Sarajevo.

## Palmarès
- Championnat de Bosnie-Herzégovine
  - Champion (23) : 2003, 2004, 2005, 2006, 2007, 2008, 2009, 2010, 2011, 2012, 2013, 2014, 2015, 2016, 2017, 2018, 2019, 2020, 2021, 2022, 2023, 2024 et 2025

- Coupe de Bosnie-Herzégovine
  - Vainqueur (19) : 2004, 2006, 2007, 2008, 2009, 2010, 2011, 2012, 2013, 2014, 2015, 2016, 2017, 2018, 2019, 2021, 2022, 2023 et 2024